# Манатуту
Манатуту (порт. Manatuto) — город и подрайон в Восточном Тиморе.

## География
Расположен на северном побережье острова Тимор, в 87 км к востоку от столицы страны, города Дили и в 60 км к западу от города Баукау по автомобильной дороге. Является административным центром округа Манатуту.

## Население
Население подрайона по данным на 2012 год составляет 12 555 человек; по данным на 2004 год оно насчитывало 10 449 человек. Большая часть населения говорит на языке галоли, широко распространён также язык тетум. Средний возраст населения составляет 19,4 лет.

## Экономика
Основные с/х культуры, выращиваемые населением Манатуту включают рис, маниок, кукурузу, кокосовый орех, кофе и овощи.